# Dwight Griswold

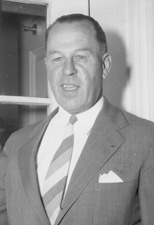
Dwight Griswold

Dwight Palmer Griswold (* 27. November 1893 in Harrison, Sioux County, Nebraska; † 12. April 1954 in Bethesda, Maryland) war ein US-amerikanischer Politiker und zwischen 1941 und 1947 der 26. Gouverneur von Nebraska. Außerdem vertrat er diesen Bundesstaat im US-Senat.

## Frühe Jahre und politischer Aufstieg
Dwight Griswold besuchte nach der Grundschule die Kearney Military Academy, die Nebraska Wesleyan University und die University of Nebraska. Dort machte er im Jahr 1914 seinen Abschluss. Im Jahr 1916 war er als Feldwebel bei einem Grenzkonflikt mit Mexiko eingesetzt. Während des Ersten Weltkrieges stieg er bis zum Hauptmann der US Army auf. Nach dem Krieg begann Griswold eine erfolgreiche Laufbahn im Bankwesen und als Zeitungsverleger. Zwischen 1922 und 1940 gab er die Zeitung „The Gordon Journal“ heraus.
Griswold war Mitglied der Republikanischen Partei. Im Jahr 1920 wurde er in das Repräsentantenhaus von Nebraska gewählt. Zwischen 1925 und 1929 saß er im Staatssenat. In den Jahren 1934 und 1936 unterlag er bei den Gouverneurswahlen jeweils dem Demokraten Robert Leroy Cochran, nachdem er bereits im Jahr 1932 die Gouverneurswahl gegen Charles W. Bryan verloren hatte. Bei den Wahlen des Jahres 1940 hatte er mehr Erfolg und schaffte den Sieg gegen Terry Carpenter.

## Gouverneur von Nebraska
Griswold trat sein neues Amt am 9. Januar 1941 an. Nachdem er in den Jahren 1942 und 1944 jeweils bestätigt worden war, konnte er bis zum 9. Januar 1947 als Gouverneur amtieren. Seine Regierungszeit war von den Ereignissen des Zweiten Weltkrieges geprägt. Seit dem 7. Dezember 1941, dem Tag des japanischen Angriffs auf Pearl Harbor, befanden sich die Vereinigten Staaten im Kriegszustand mit Japan und kurz darauf auch mit Deutschland. Damit musste auch in Nebraska die Industrieproduktion auf den Rüstungsbedarf umgestellt werden. Gleichzeitig wurden Soldaten gemustert und für die US-Streitkräfte rekrutiert. Nach dem Ende des Krieges im Jahr 1945 mussten die kriegsbedingten Umstellungen wieder auf den zivilen Bedarf zurückgefahren werden. Neben diesen Ereignissen wurde in Nebraska ein neues Arbeitsgesetz eingeführt, das Einstellungsverfahren in den öffentlichen Dienst wurde geändert. Damit sollten besser qualifizierte Bewerber den Vorzug bei Einstellungen erhalten.

## Weiterer Lebenslauf
Im Jahr 1946 bewarb sich Griswold erfolglos um einen Sitz im US-Senat. 1947 war er Mitglied der amerikanischen Militärregierung in Deutschland und von 1947 bis 1948 gehörte er dem amerikanischen Hilfskomitee für Griechenland an. 1952 schaffte er dann doch noch den Einzug in den US-Senat, in dem er bis zu seinem Tod am 12. April 1954 im Bethesda Naval Hospital verblieb. Dwight Griswold war mit Erma Elliott verheiratet, mit der er zwei Kinder hatte.